# Louis Blériot
Louis Charles Joseph Blériot (1 tháng 7 năm 1872 - 1 tháng 8 năm 1936) là một phi công, nhà phát minh và kỹ sư người Pháp. Ông đã phát triển đèn pha thực tế đầu tiên cho ô tô và thành lập một doanh nghiệp có lợi nhuận sản xuất chúng, sử dụng phần lớn số tiền ông kiếm được để tài trợ cho những nỗ lực của mình để chế tạo một chiếc máy bay thành công. Sự kết hợp giữa cần điều khiển bằng tay/cánh tay và điều khiển bánh lái điều khiển bằng chân, được sử dụng cho đến ngày nay, cho định dạng cơ bản của hệ thống điều khiển máy bay khí động học. Blériot cũng là người đầu tiên chế tạo một máy bay cánh đơn hoạt động, chạy bằng năng lượng. Năm 1909, ông trở nên nổi tiếng thế giới khi ông là người đầu tiên bay qua Eo biển Manche bằng máy bay,  giành giải thưởng 1000 bảng Anh  do tờ Daily Mail cung cấp. Ông là người sáng lập một công ty sản xuất máy bay thành công.

## Tiểu sử
Sinh ra tại nhà số 17 phố Arbre à Poires (nay là phố Sadi-Carnot) ở Cambrai, Louis là con cả trong năm người con của Clémence và Charles Blériot. Năm 1882, Blériot được gửi đến trường nội trú Institut Notre Dame ở Cambrai, nơi anh thường xuyên giành được giải thưởng trong lớp, bao gồm một giải dành cho vẽ kỹ thuật. Khi anh 15 tuổi, anh chuyển sang Lycée tại Amiens, nơi anh sống với một người dì. Sau khi vượt qua các kỳ thi để lấy bằng tú tài về khoa học và tiếng Đức, anh quyết tâm thử vào École Centrale ở Paris. Đầu vào là một kỳ thi đòi hỏi phải có học phí đặc biệt: do đó, Blériot đã dành một năm tại Collège Sainte-Barbe ở Paris. Ông đã vượt qua kỳ thi, xếp thứ 74 trong số 243 ứng viên thành công và đặc biệt làm tốt các bài kiểm tra về khả năng vẽ kỹ thuật. Sau ba năm học tập tại École Centrale, Blériot tốt nghiệp khóa 113 của 203 trong lớp tốt nghiệp của mình. Sau đó, anh bắt đầu một nhiệm kỳ nghĩa vụ quân sự bắt buộc, và dành một năm làm trung úy trong Trung đoàn Pháo binh 24, đóng quân trong Tarbes trong Pyrenees.
Ông có một công việc với Baguès, một công ty kỹ thuật điện ở Paris. Ông rời công ty sau khi phát triển đèn pha thực tế đầu tiên trên thế giới cho ô tô, sử dụng máy phát điện acetylen tích hợp nhỏ gọn. Năm 1897, Blériot đã mở một phòng trưng bày đèn pha tại 41 đường de Richlieu ở Paris. Công việc kinh doanh đã thành công và ngay sau đó, ông đã cung cấp đèn của mình cho cả Renault và Panhard-Levassor, hai trong số những nhà sản xuất ô tô hàng đầu thời đó.

### Trích dẫn
1. ↑  "Blériot." Lưu trữ ngày 6 tháng 10 năm 2006 tại Wayback Machine Centennial of Flight Commission, U.S. government, 2003. Truy cập: 24 Tháng 4, 2012.
2. ↑  "Dossier: LH/256/105". France: Archives Nationales.
3. ↑  Crouch, Tom (1982). Blériot XI: The Story of a Classic Aircraft. Smithsonian Institution Press. tr. 22. {{Chú thích sách}}: |ngày truy cập= cần |url= (trợ giúp).
4. ↑  Gibbs-Smith 1953, tr. 239
5. ↑  "The New 'Daily Mail' Prizes." Flight, Volume 5, Issue 223, 5 Tháng 4, 1913, tr. 393. Truy cập: 25 tháng 7 năm 2009.
6. ↑  Elliott 2000, tr. 11.
7. ↑  Sanger 2008, tr. 5.
8. ↑  Elliot 2000, tr. 16–18.